# Nagy Gábor (festőművész)
Nagy Gábor (Budapest, 1949. július 17. –) magyar festőművész, szobrász.

## Életpályája
1973-ban végzett a Magyar Képzőművészeti Főiskolán, ahol mestere Sarkantyu Simon volt. 1975 és 1978 között Derkovits-ösztöndíjban részesült. A Magyar Képzőművészeti Főiskolán 1973-tól tanársegéd, 1986-tól docens, 1991-től pedig a festő tanszék vezetője volt.

## Társadalmi szerepvállalása
A Szinyei Társaság tagja.

## Díjai, elismerései
- Munkácsy-díj (1980)

## Egyéni kiállításai
- 1974 • Stúdió Galéria, Budapest
- 1976 • Stúdió Galéria, Budapest • Városi Galéria, Csongrád • Tornyai János Múzeum, Hódmezővásárhely • Maison de la Culture André Malraux, Reims
- 1977 • Uitz Terem, Dunaújváros • Magyar Kultúra Háza, Berlin
- 1978 • Galerie Puth, Frankfurt am Main
- 1979 • Art ’79, Bázel
- 1980 • Városi Galéria, Gent • Városi Galéria, Csongrád
- 1981 • Csók Galéria, Budapest • Galerie Museum, Hannover • Kulturális Központ, Le Havre • Városi Galéria, Esztergom
- 1982 • Galerie K. Hoffmann, Köln • Galerie Pierre Cardin, Párizs • Musée Catini, Marseille (kat.) • Salon Regain, Lyon
- 1983 • Art ’83, Bázel • Cziffra Alapítvány, Senlis
- 1984 • Vigadó Galéria, Budapest
- 1985 • Galerie Hungart Impo, München • Salon Pémer, Zürich
- 1988 • Galerie Synthese, Bécs • Városi Galéria, Csongrád
- 1989 • Neue Galerie, Aachen
- 1990 • Collegium Hungaricum, Bécs
- 1991 • Opera Galéria, Budapest • Városi Galéria, Csongrád
- 1994 • Kempinsky Galéria, Budapest • Falu Galéria, Vászoly
- 1995 • Városi Galéria, Szentes [Dienes Gáborral, Csáky Róberttel] • Galerie Zichy, Leiden • G. Braler, Hága
- 1996 • Szent Kristóf Galéria, Budapest • Könyvtár Galéria, Budaörs • Galerie Zichy, Leiden • Vár Galéria, Veszprém
- 1997 • MOL Galéria, Szolnok • Christoff Galéria, Szentendre [Csíkszentmihályi Róberttel] • 78 Galéria, Sopron • Új Gresham, Árkád Galéria, Budapest
- 1998 • Illárium Galéria, Budapest • Horváth & Lukács Galéria, Nagycenk • Csongrádi Galéria, Csongrád
- 1999 • Társalgó Klub Galéria, Budapest (kat.)
- 2002 • Galéria IX, Budapest
- 2003 • Lámpás Galéria, Zsámbék
- 2004 • Art 9 Galéria, Budapest
- 2005 • Városi Galéria (Rákóczi –ház), Miskolc
- 2006 • Belső architektúra, Limes Galéria, Komárno [Nádas Alexandrával] • Tájmetszetek, Barabás Villa, Budapest [Nádas Alexandrával]
- 2007 • Dán Kulturális Intézet, Kecskemét [Nádas Alexandrával és Szabó Györggyel] • Táj-vázak, Galéria IX, Budapest [Nádas Alexandrával]
- 2008 • Erdész Galéria, Szentendre [Nádas Alexandrával] • Künstlerhaus Ziegelhütte Galériája, Darmstadt (D) [Nádas Alexandrával] • Galerie o.T., Mühlhausen/Thüringen (D) [Nádas Alexandrával] • Volksbank Ráday utcai bankfiókja és Galériája, Budapest, [Nádas Alexandrával] • Tornyai Múzeum, Hódmezővásárhely.

## Részvétele csoportos kiállításokon (válogatás)
- 1974 • Stúdió ’74, Ernst Múzeum, Budapest
- 1975 • CO-X, Koppenhága
- 1977 • XVIII. Nyári Tárlat, Szeged • Miskolci Téli Tárlat, Miskolc • Stúdiókiállítás, Városi Galéria, Le Havre • Városi Galéria, Reims
- 1978 • Studio de Budapest, Grand Palais, Párizs • Italia 2000, Nápoly • Jubileumi Stúdiókiállítás, Magyar Nemzeti Galéria, Budapest
- 1979 • I. Nemzetközi Rajztriennálé, Nürnberg • Stúdiókiállítás, Atatürk Kulturális Centrum, Isztambul
- 1980 • XXXIX. Velencei Biennálé, Velence; Stúdió ’80, Műcsarnok, Budapest • VII. Országos Akvarell Biennálé, Eger
- 1982 • I. Országos Rajzbiennálé, Nógrádi Sándor Múzeum, Salgótarján • Lírai grafika, Óbudai Galéria, Budapest • Magyar Grafika, World Trade Center, New Orleans
- 1988 • Találkozások, Bécs-Budapest, Magyar Nemzeti Galéria, Budapest • Erdély tükrében, Vármúzeum, Esztergom
- 1992 • Szegedi Nyári Tárlat, Szeged
- 1993 • I. Országos Pasztell Biennálé, Balassa Bálint Múzeum, Keresztény Múzeum, Esztergom
- 1994 • V. Táblaképfestészeti Biennálé, Szeged • Vízfestők Társasága, Vár Galéria, Sárvár
- 1995 • Városi Galéria, Szentes (Dienes, Csáki)
- 1996 • Vár Galéria, Veszprém
- 1997 • Galéria ’78, Sopron • Új Gresham, Árkád Galéria, Budapest
- 1998 • Műcsarnok
- 1999 • Olof Palme Ház, Budapest [Színyei Társasággal] • Őszi Tárlat (díj), Hódmezővásárhely
- 2000 • Pelikán Galéria, Székesfehérvár [Magyar Vízfestők Társaságával] • X. Országos Rajzbiennálé, Salgótarján
- 2001 • Angol akvarell magyar ecsettel II., Újpest Galéria, Budapest • National Arts Club, New York (USA) [a M.R.M.E.-vel]
- 2002 • Grafikai Biennálé, Miskolc • Őszi Tárlat, Hódmezővásárhely (N.K.Ö.M. díj) • Tustin (California) – Old Town Gallery – Printmaking in Hungary
- 2003 • Incisori Ungheresi Contemporanei, Róma [M.R.M.E.-vel] • XXXII. Nyári Tárlat (díj), Szeged • 22. Internationales Künstlerpleinair in Mirabel, Mirabel (F), Darmstadt (D) • Graphispag: Internationnal Graphic Art Show, Barcelona
- 2004 • [M.R.L.M.E.-vel], Dunaszerdahely • 23. Internationales Künstlerpleinair in Mirabel, Mirabel (F), Darmstadt (D) • Kogart Szalon, Budapest • Turku (Finno.) – Galéria Joella [M.R.L.M.E.-vel] • 19. Országos Akvarell Biennálé (díj), Dobó I. Vármúzeum, Eger • River – nemzetközi kiállítás, Freiberg (D) – Naturkundemuseum • Oszlop [M. Vízfestők T.-val], Gigant Kunst Galeria, Bécs
- 2005 • Inter Art Galéria [M.R.L.M.E.-vel], Stuttgart • Szög-Art és barátai, Helios Galéria, Temesvár
- 2006 • Színes víz, Magyar Intézet, Prága [M.Vízfestők T.] • Delta Galéria, Arad • Szabadvásznas festészet, Művészet Malom, Szentendre • Egymásra nézve, Kolozsvár – Szépművészeti Múzeum, Budapest [Színyei M. P.Társ.] • XI. Táblaképfestészeti Biennálé, Szeged (Szeged Megyei Jogú Város Díja) • A Lámpás Lelkei – emlékkiállítás, Lámpás Galéria, Zsámbék
- 2007 • Harasztÿ István Édeske és kortárs gyűjteménye, Kogart Ház, Budapest • Szeged – Reök-palota – Líra a festészetben (M. F. Napja) (szervező, rendező) • Kassa – Kelet-szlovákiai Múzeum – TÉR – KÉP c. (Színyei Társasággal)
- 2008 • Szeged – REÖK palota – XII. Táblaképfestészeti Biennálé • Modern Reneszánsz, Városi Kiállítóterem, Körmend • Új Reneszánsz – Két világ találkozása, Vaszary Képtár, Kaposvár • Érték, művészet, mecenatúra (Volksbank Zrt.), Kogart Ház, Budapest • Székely Szalon, Csíki Székely Múzeum, Csíkszereda (RO).

## Művei közgyűjteményekben
- Aacheni Ludwig Múzeum
- Fővárosi Képtár, Budapest
- Herman Ottó Múzeum, Miskolc
- Janus Pannonius Múzeum, Pécs
- Katona József Múzeum, Kecskemét
- KMG, Dunaszerdahely, Ludwig Museum, Aachen
- Magyar Nemzeti Galéria, Budapest
- Mezőtúri Művészeti Közalapítvány
- Móra Ferenc Múzeum, Szeged
- Petőfi Irodalmi Múzeum, Budapest
- Nemzeti Képtár, Szófia
- Tornyai János Múzeum, Hódmezővásárhely.

## Forrás
artportal Archiválva 2021. március 3-i dátummal a Wayback Machine-ben